# Muritaia
Muritaia là một chi nhện trong họ Amaurobiidae.